# 펠라
펠라(그리스어: Πέλλα)는 그리스 중앙마케도니아주에 위치한 고대 도시이다. 고대 그리스 시대의 마케도니아 왕국의 수도 역할을 했었으며 현재 현대 도시인 펠라에서 1km 거리에 위치했다.
펠라는 기원전 4세기가 시작될 무렵 아르켈라오스 1세가 아기아이를 대체할 마케도니아의 새 수도로서 세웠을 것으로 추정된다. 이곳에서 기원전 382년에 필리포스 2세가, 기원전 356년에는 그의 아들 알렉산드로스 대왕이 태어났다. 펠라는 빠르게 마케도니아에서 가장 크고 부유한 도시가 되었으며 특히 카산드로스와 안티고노스 2세 고나타스 재위 때 번영하였다. 기원전 168년에 제3차 마케도니아 전쟁의 여파로 로마군에게 약탈을 당했고 오랜 기간에 걸친 쇠퇴에 직면하게 되며, 인근의 테살로니카에 그 중요성을 잃게 되었다.

## 어원
도시의 이름은 펠레네 같이 그리스의 일부 지명에서 보이는 것처럼 돌을 뜻하는 '펠라'(고대 그리스어: πέλλα)에서 유래했을 것으로 보인다 율리우스 포코르니는 인도유럽조어의 어근 펠리-스 (peli-s), 펠-스( pel-s), 돌을 뜻하는 고대 인도어: pāsāna (*pars, *pels에서 발생), 돌을 뜻하는 그리스어: πέλλα, λίθος, 헤시키오스의 *pelsa, 절벽을 뜻하는 파슈툰어: parša (*plso), 게르만어 : *falisa, 독일어: Fels, 고대 노르드어: fell (*pelso), 일리리아어: *pella, *palla. 등에서 펠라는 단어를 재구성하였다. 헤시키오스의 용어집에 대한 논문에서 Solders는 πέλλα (펠라), λίθος (독) 등이 고대 마케도니아어의 단어라고 언급한다. 접두사 "α"가 있는 형태로서  '돌로 된 울타리, 장애물'을 뜻하는 '아펠라'(ἀπέλλα)를 형성한다. 로버르트 베이커스는 πέλλα를 펠라라는 지명을 연관시켰으나, 선 그리스 기원을 두고 있을 것이라 제시하였다.

## 역사

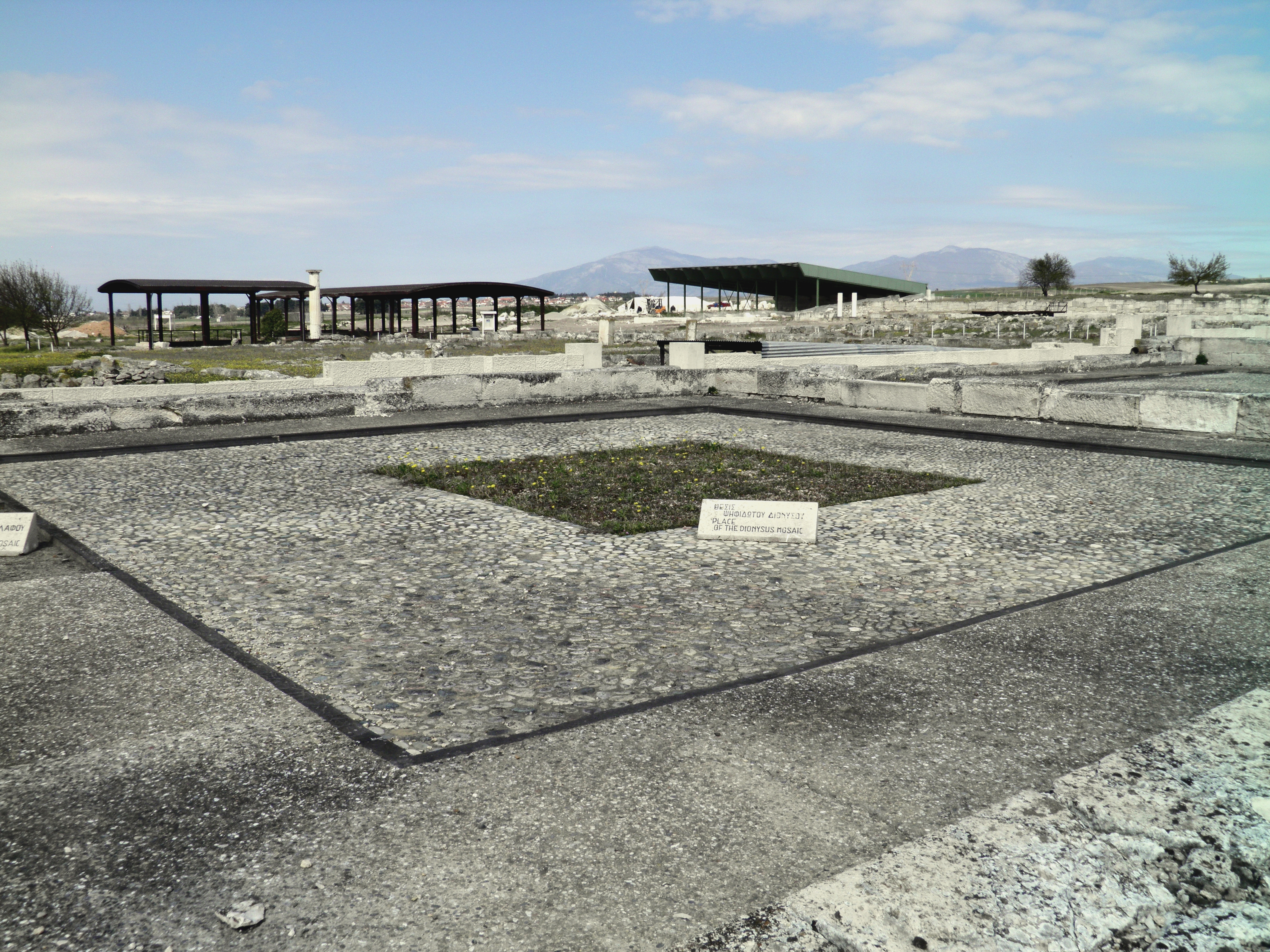
디오니소스 저택 (기원전 325–300년).

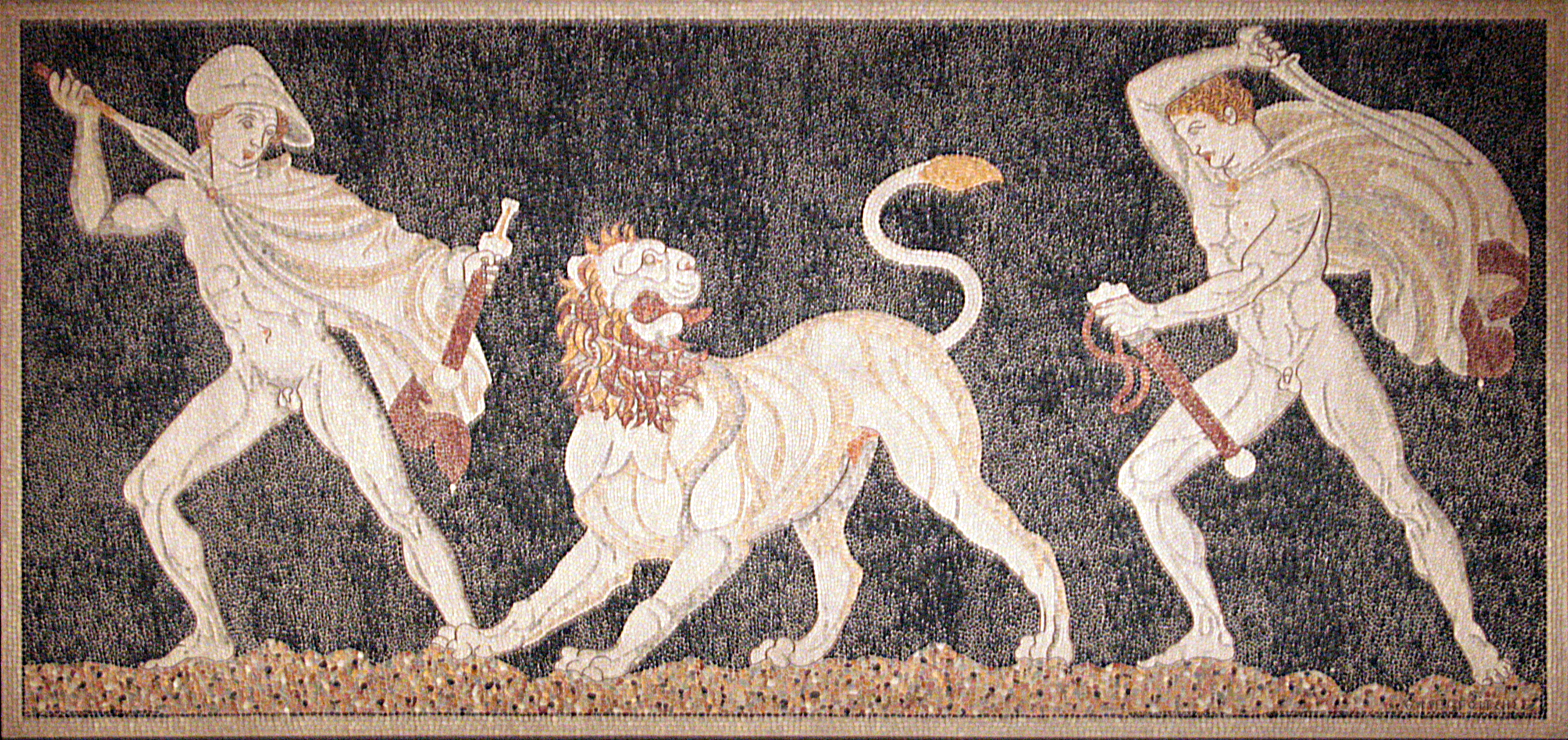
사자 사냥 모자이크

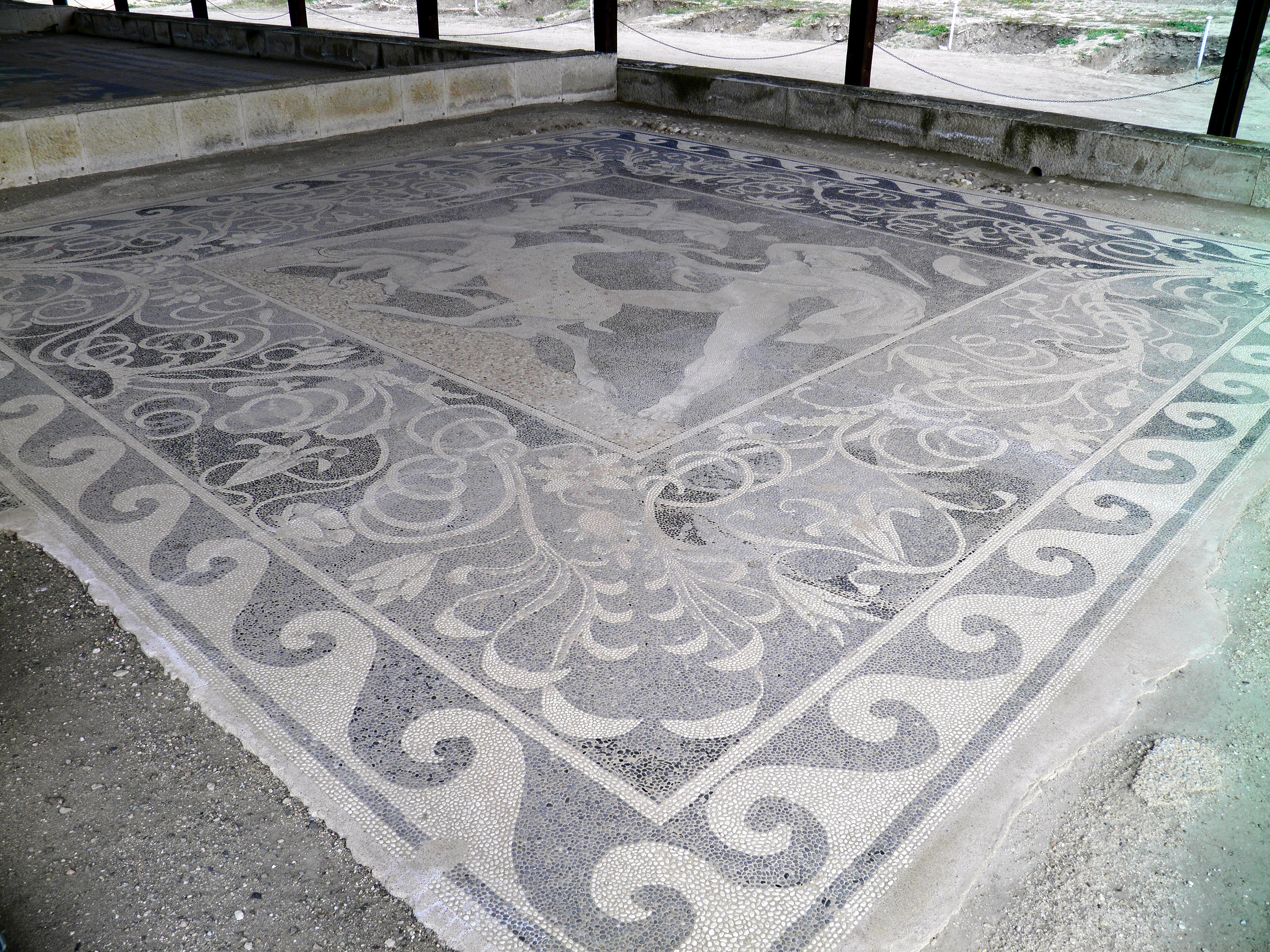
헬레네 납치 저택의 사슴 사냥 모자이크.

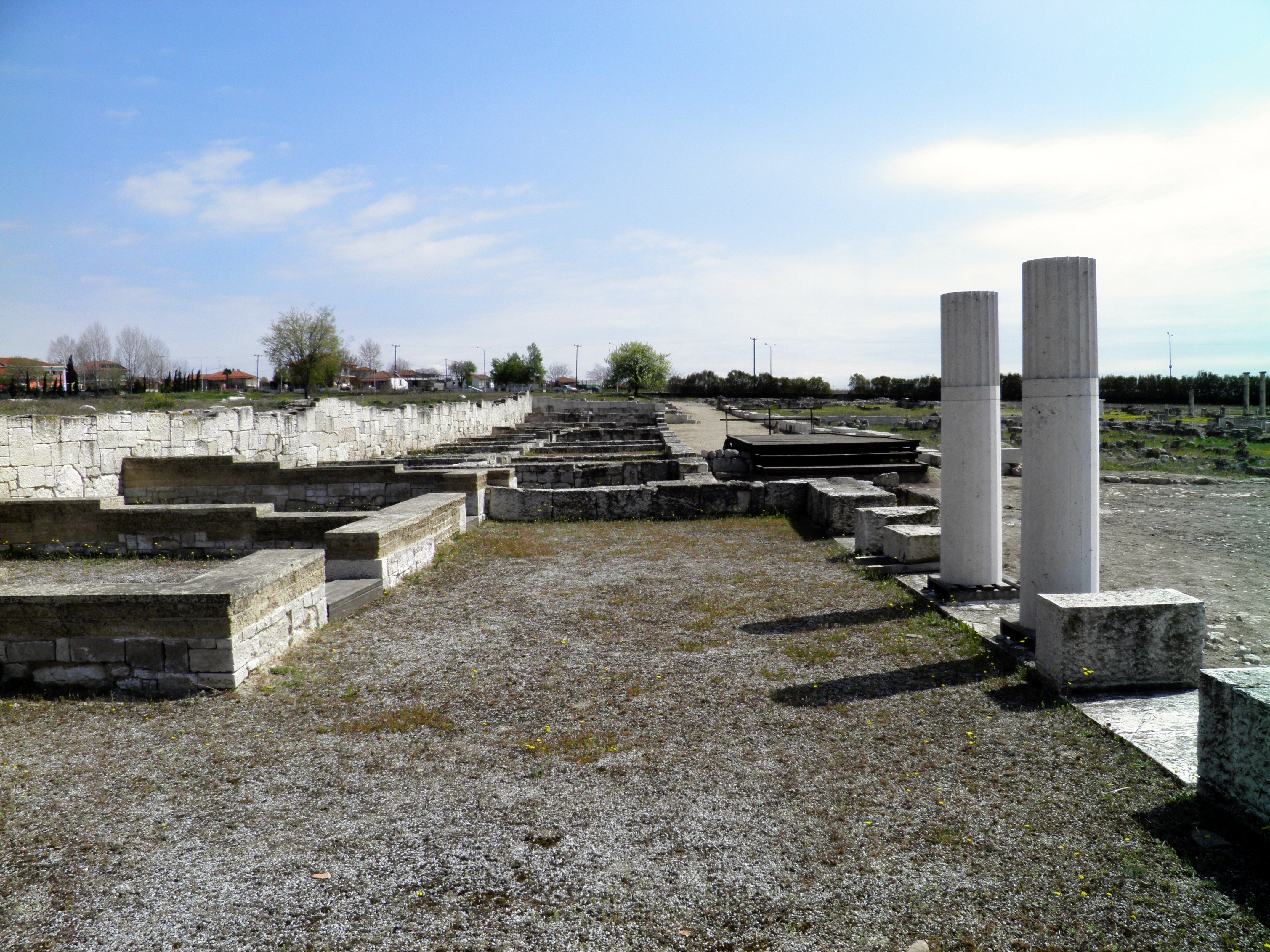
아고라를 따라 동쪽에 형성된 상점.

고대 시절에, 펠라는 항해가 가능했던 후미를 통해 테르마이코스만가 연결된 전략 요충지 항구였으나, 토사가 쌓이면서 항구와 만은 내륙에 남겨지고 말았다.
펠라는 처음에는 크세르크세스 1세의 원정과 관련하여 그리고 마케도니아의 팽창과 트라키아인들의 왕 시탈케스와의 전쟁과 관련하여 언급된다.
오래된 왕궁 도시 아기아이를 대체하려던 아르켈라오스 1세에 의해 마케도니아 왕국의 상업 수도로서 세워졌을 것이며, 아민타스 3세에 의해 건설되었을 것으로 보이는 일부 가능성도 존재하긴 한다.
아르켈라오스는 당대 최고의 화가이던 제욱시스를 초청하여 자신의 왕궁을 꾸미게 하였다. 또한 이후에 그는 밀레토스의 티모테오스와 아테네의 극자가 에우리피데스를 데려왔으며, 에우리피데스 같은 경우 펠라에서 '아르켈라오스'를 쓰며 생애를 마감했다. 에우리피데스의 '박코스 여신도들'은 기원전 408년경 펠라에서 처음 상영되었다. 크세노폰에 의하면, 기원전 4세기 시작 무렵 펠라는 마케도니아 최대 도시이었다. 이곳은 기원전 382년에 필리포스 2세가, 기원전 356년에는 그의 아들 알렉산드로스 대왕이 태어난 곳이었다. 필리포스 2세 시기 때 이미 성벽으로 둘러싸인 도시이었고 필리포스는 이곳을 국제적 중요성을 띠는 도시로 만들었다.
마케도니아의 최대 도시이자 가장 부유한 도시가 되었으며 특히 도시를 재계획하고 확장시킨 카산드로스 시기 때는 번성하였다. 안티고노스 통치는 아마도 이 도시의 번영이 절정에 달했던 시기로 보이며 이 시기에 가장 많은 고고학적 유물이 남아 있기 때문이다. 유명 시인 아라토스가 기원전 240년경 펠라에서 사망했다.
펠라는 로마 공화정과 맞선 마케도니아 전쟁 기간 필리포스 5세와 페르세우스의 수도로서 폴리비오스와 리비우스에게 언급되었다.
기원전 168년에, 로마인들에게 약탈당했고, 펠라의 보화는 로마로 이송되었다. 리비우스는 기원전 167년에 도시가 어땠는지를 피드나 전투에서 페르세우스를 제압한 루키우스 아이밀리우스 파울루스 마케도니쿠스에게 전했다:
...[파울루스]는 그것이 왕실 거처로 선택된 것이 충분한 이유 없이 이루어진 것이 아님을 알았다. 이 도시는 언덕의 남서쪽 비탈에 위치하며, 여름이나 겨울에도 도보로 건널 수 없을 정도로 깊은 습지로 둘러싸여 있다. 도시 가까이에 위치한 성채 '파쿠스(Phacus)'는 습지 한가운데 섬처럼 돌출되어 있으며, 거대한 기초 구조 위에 세워져 있는데 이 기초 구조는 성벽을 지탱할 만큼 견고하며, 석호의 물이 스며드는 것을 방지할 수 있도록 설계되어 있다. 멀리서 보면 성벽과 연결된 것처럼 보이지만, 실제로는 두 성벽 사이로 흐르는 수로에 의해 분리되어 있으며, 다리를 통해 도시와 연결되어 있다. 따라서 외부 적의 접근을 완전히 차단할 수 있으며, 왕이 누군가를 그곳에 가둔다면 다리를 제외하고는 탈출이 불가능했다. 그리고 그 다리는 쉽게 감시할 수 있었다.
펠라는 마케도니아 속주의 세 번째 행정 구역의 중심 도시로 선포되었으며, 로마 총독이 위치한 곳이이었다. 기원전 1세기 초까지 활발한 활동을 이어나갔으며, 에그나티아 가도가 지나가던, 펠라는 디라키움과 살로니카 사이 무역로에서 중요한 거점으로 남아있었다.
기원전 90년경 지진으로 인한 파괴를 겪었고 이 대참사 당시의 것으로 추정되는 작업소와 상점들이 상줌과 함께 발견되었으며, 펠라는 그럼에도 이 잔해 위로 재건되었다. 키케로는 기원전 59년에 펠라에 머물렀고, 그때부터 속주 중심지는 이미 테살로니카로 옮겨졌다.
펠라는 기원전 45년과 30년 사이에 로마 콜로니아로 지위가 올라갔고 이곳의 화폐는 '콜로니아 율리아 아우구스타 펠라' (Colonia Iulia Augusta Pella)가 나타나 있었다. 아우구스투스는 이곳에 농민들을 정착시켰다가 이들의 땅을 자신의 군단 퇴역병들에게 주기 위해 몰수했다. 그렇지만, 필리피, 디온, 카산드레이아 등의 다른 마케도니아 지역 식민지와는 달리 로마법인 '유스 이탈리쿰' 사법권에 포함된 바는 없었다. 이 시기의 식민지 행정관 네 쌍(두움비르스 퀴니퀘날레스, duumvirs quinquennales)이 알려져 있다.
펠라의 잔해는 디온 크리소스토모스, 루키아노스 등에게 언급되었으며 이들의 기록들은 과장된 바 있는데 본래 도시의 서쪽에 로마 도시가 위치해 있고 주화에서 그 번영을 나타내고 있다.
펠라의 쇠퇴에도 불구하고, 고고학적으로는 석호 인근의 도시 남부 쪽에는 4세기까지 거주가 이어졌음을 보여주고 있다.
서기 180년경, 사모사타의 루키아노스는 이곳을 지나가면서 "현재 대단함은 없고, 아주 적은 수의 사람들만이 있다"라고 묘사하였다. 이후에 '디오클레티아노폴리스' (Diocletianopolis)라는 이름이 임시적으로 부여되기도 했다.
비잔티움 시대에 들어서, 로마 시대 지역은 요새화 된 마을이 들어섰다.
1957년에 시작된 그리스 고고학청의 발굴로 열주가 설치된 마당에 사자 사냥 및 표범을 타고 다니는 디오니소스 등을 표현한 모자이크 바닥이 설치된 방이 달린 크고 잘 지어진 저택들이 발굴되었다. 오늘날, 고대 유산을 기념하며 알렉산드로스 대왕 마라톤 대회의 시작지로서 자리를 잡았다.

## 고고학
이 지역은 티투스 리비우스가 제공한 묘사를 기반으로 하여 홀란 (Holand), 프랑수아 푸크빌, 펠릭스 드 보주르, 쿠지네리 (Cousinéry), 드라쿨롱슈 (Delacoulonche), Hahn, 귀스타브 글로츠, 스트럭 (Struck) 등 19세기의 여행자들에 의해 발견되었다. 첫 발굴은 G. Oikonomos in 1914–15년에 G. Oikonomos에 의해 시작됐다. 현대적 체계적인 발굴은 1953년에 이뤄졌고 그 이후로 작업이 계속되어 광대한 도시의 중요한 부분들이 발굴되었다.
2006년 2월, 한 농부가 우연히 그리스에서 발견된 역대 무덤 중 가장 큰 무덤을 발견했다. 고대 마케도니아 귀족 가문의 이름들이 여전히 비문과 채색된 조각상에 남아 있었고 벽면도 보존되어 있었다. 무덤은 기원전 2세기 또는 3세기의 것으로 추정된다.
대체로, 고고학자들은 2000년 이래로 펠라에서 1,000여 개의 무덤을 발견했다고 하지만, 이는 해당 유적지에 존재하는 것으로 추정되는 전체의 약 5%에 지나지 않는다. 2009년에 화려하고 정교한 부장품을 포함한 43개의 무덤이 발견되었고 2010년에는 기원전 650년부터 280년의 것으로 추정되는 무덤 37개가 세라믹부터 귀금속에 이르는 화려한 고대 마케도니아 유물들을 포함하고 있는 것이 밝혀졌다. 이 무덤들 중 하나는 얼굴 가림막이 달린 청동 투구, 무기, 장신구 등 있는 기원전 6세기의 전사의 무덤이었다.
2011년 이래로, 펠라 왕궁의 많은 부분이 발굴되었고 2017년부터 왕궁 일부가 복원되었다. 2024년에는 대중들에 공개될 것으로 전망되고 있다.
많은 유물들이 펠라 고고학 박물관에서 전시되고 있다.

펠라의 개략도

### 히포다모스 설계
밀레토스의 히포다모스가 구상한 그리드 플랜에 따라 설계된 이 도시는 서로 평행하고 있는 도로들로 구성되며 직각으로 교차하여 8개의 직사각형 블록으로 이루어진 격자를 형성한다. 블록은 폭이 약 45m 정도, 길이는 111m에서 152m까지 사이로 일정하, 그중 가장 일반적인 길이는 125m이다. 도로의 너비는 9~10m이지만, 중앙 동서 방향의 도로는 최대 15m에 이른다. 이 도로는 중심부의 공공 아고라로의 주요 진입로이며, 10개의 블록을 차지하고 있다. 두 개의 남북 방향 도로도 다른 도로보다 약간 더 넓으며, 도시를 남쪽에 위치한 항구와 연결하는 역할을 한다. 이러한 유형의 설계는 기원전 4세기 초 때로 거슬러 올라가며, 설계상 이상적인 형태에 매우 가까운데, 다만 이 도시는 큰 블록 규모로 차별화되며 예를 들어, 칼리디케의 올린토스는 86.3×35미터 크기의 블록을 가지고 있었다. 다른 한편 이후의 헬레니즘 시대 도시 설계는 펠라의 규모와 필적하는데, 라오디케아 아드 마레는 112×58 m, 알레포는 120×46 m에 이른다.

### 도심
펠라는 옛 파코스섬 위에 지어졌으며, 헬레니즘 시대에 남쪽 바다를 내려다보는 돌출된 곶이었다. 리비우스가 언급했던 도시의 성벽은 부분적으로 알려져 있다. 석재 토대 위에 올린 날벽돌 성곽으로 이뤄져 있으며 일부가 왕궁의 북쪽, 석호 옆인 남쪽에 위치했다. 성곽 안쪽으로 북쪽에 언덕 세 개가 자리 잡고 있다.
도시 중심에서 가장 눈에 띄는 위치에는 기원전 4세기 후반에 지어진 아고라가 위치해 있으며, 건축적 보물이자 그 개념과 규모 면에서 독특한데 7 헥타르 또는 도시의 10개 블럭만큼을 차지한다. 펠라는 개별 주택마다 상수도 공급 및 도시 대부분의 하수를 처리하는 방대한 파이프를 두었던 최초의 도시들 중 하나로 알려져 있다.
아고라는 차양이 달린 원주인 스토아와, 내부 안뜰을 둘러싼 프레스코화된 벽을 가진 밀폐된 주택들이 늘어선 거리로 둘러싸여 있었다. 펠라의 벽에는 원근법을 모방한 트롱프뢰유 벽화가 최초로 그려져 있었다. 아프로디테와 키벨레, 데메테르에 대한 신전들이 있었다. 펠라의 조약돌 모자이크 바닥이 유명하고 일부에서는 그리스의 회화를 재해석하기도 했으며하나는 사슴을 공격하는 사자-그리핀을 나타내고 있는 모습을 보이는데 이는 스키타이 미술의 익숙한 모티프 중 하나이기도 하며, 또 다른 모자이크에서는 표범을 탄 디오니소스를 묘사한다. 이 모자이크들은 보통 모자이크의 모습에서 이름이 붙여진 부유한 저택들의 바닥을 장식했으며,
특히 헬레네와 디오니소스 저택이 그러하다.

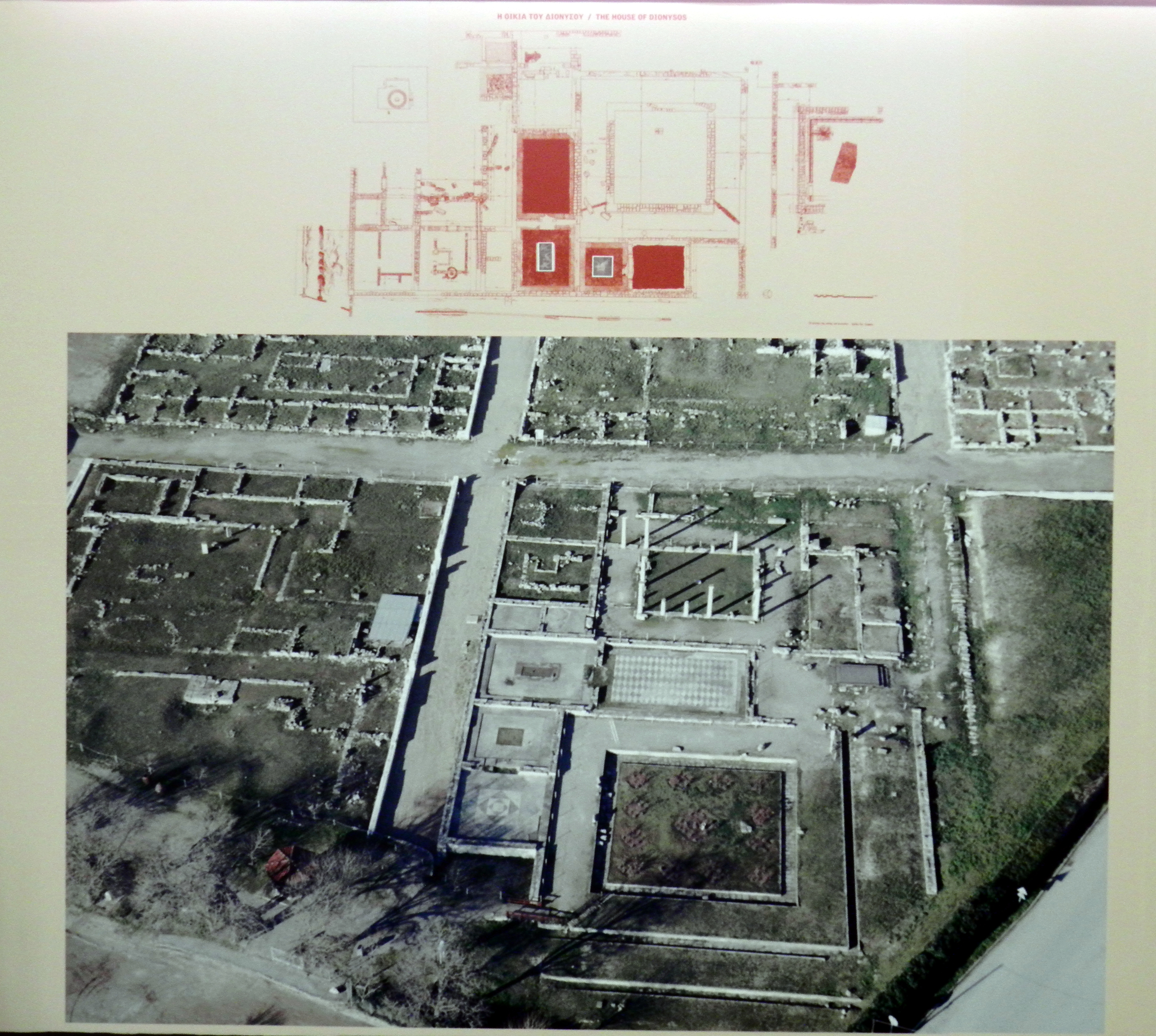
디오니소스 저택의 공중 사진과 설계도

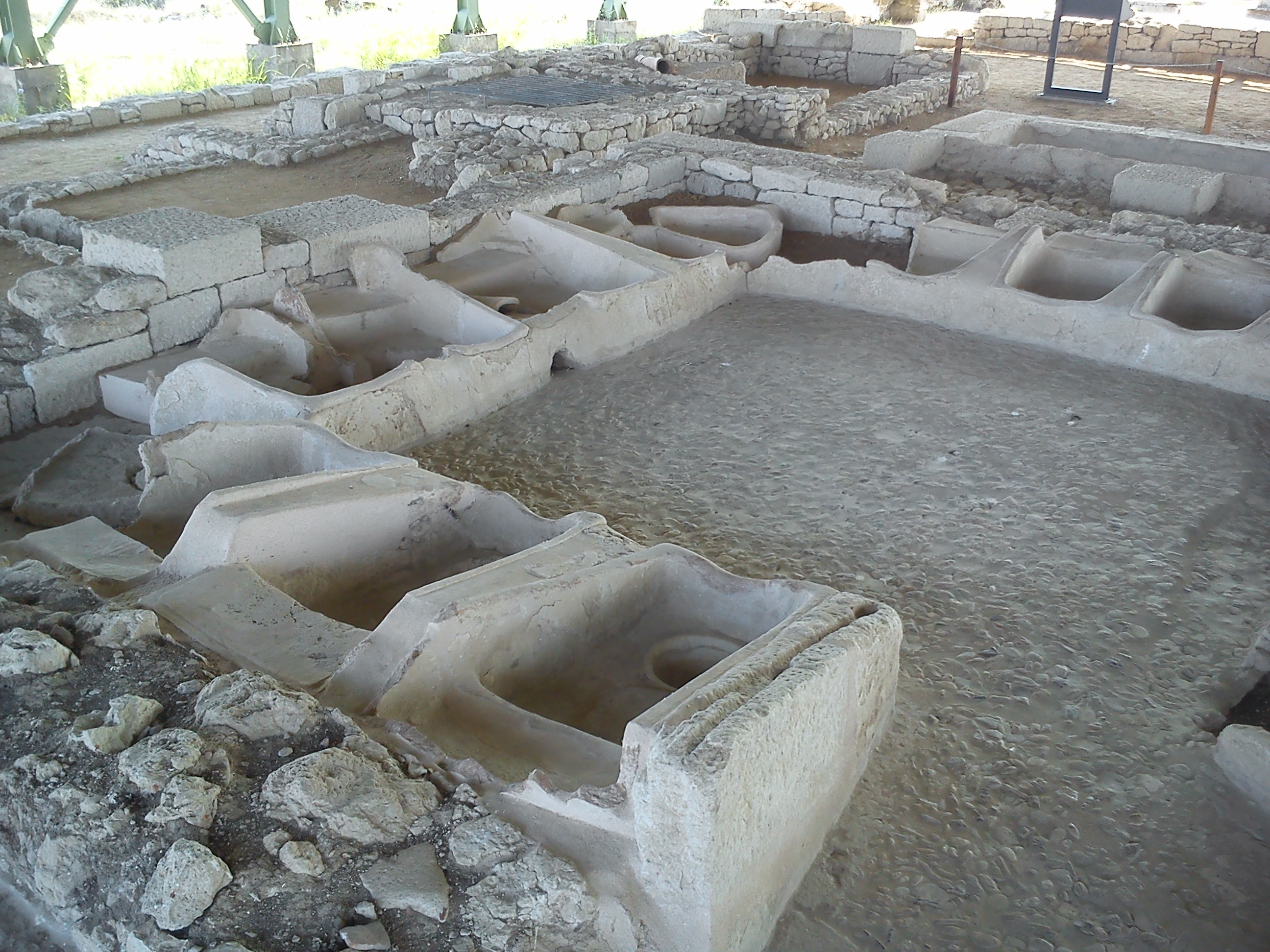
공중 목욕탕의 욕조

### 왕궁
펠라의 왕궁은 도시 북쪽의 70m 높이의 언덕에 위치했으며, 전체 지역을 조망할 수 있는 전략적 요충지에 자리 잡고 있고, 75,000㎡에 달하는 광대한 면적을 차지하고 있었다. 남서쪽에서 북동쪽으로 올라가는 여러 개의 대형 건축 단지로 구성되어 있었으며, 각각 중앙 안뜰을 둘러싼 일련의 방들을 갖추고 있었고, 일반적으로 포르티코를 포함하고 있었다. 가장 오래된 것은 기원전 350-330년 때인 필리포스 2세 시기의 것으로,  왕궁은 그 이후에도 발전하고 있었다.
도시를 바라보고 있는 왕궁의 남쪽 파사드는 2 m 높이의 토대 위로 지어진 거대한 포르티코 (최소 153m 길이)로 이뤄졌다. 펠라 왕궁의 네 개로 이뤄진 주요 건축 단지는 포르티코에 단절된 공간에 의해 구분되며, 이 공간에는 높이 15m의 삼중으로된 프로필라이아가 자리하고 있었는데, 이는 도시 아래에서 바라볼 때 웅장하고 기념비적인 분위기를 느낌을 만들어냈다.
고고학자들은 또한 팔라이스트라와 목욕탕이 카산드로스의 재위 당시의 것이라는 것을 확인하기도 했다.
왕궁의 규모는 베르기나의 왕궁과는 달리 이곳이 단순한 왕실 거주지나 거대한 기념물인 것만이 아니라 왕국의 행정 기구의 상당 부분을 수용해야 했던 정부 시설이기도 했음을 보여준다.

## 언어
고대 마케도니아인들이 어떤 언어를 구사했는지에 대한 문제가 학자들에 의해 제기되었다. 1986년 마케도니아의 수도 펠라에서 발굴된 펠라 저주 서판의 발견으로 독특한 도리스 그리스어 방식으로 쓰인 문서가 전해졌다. 여기에는 기원전 4세기 초의 것으로 추정되는, 납 두루마리에 새겨진 저주 또는 주술 (그리스어: κατάδεσμος, 카타데스모스)이 담겨져 있다. 이 내용은 1993년 'Hellenic Dialectology' 저널에서 공개된 바 있다. 펠라 저주 서판은 오늘날까지 발견된, 마케도니아에서 쓰인 고대 그리스어의 지역 방언 형태를 나타내는 것으로 보이는 네 개 문헌 중 하나로,, 네 개 모두 도리스어로 확인된다. 이 점은 도리스 그리스어 방언이 마케도니아에서 사용된 점을 확인해주며 이는 이전에 마케도니아에서 발견된 서부 그리스어 형태의 이름들로부터 예상되었던 바와 일치한다. 이에 따라, 펠라 저주 석판이 고대 마케도니아어가 도리아 방언의 일부인 북서부 그리스어 방언이었다는 강력한 근거로 제시되어 왔다.

## 같이 보기
- 고대 그리스 도시 목록

### 참고 문헌
- Bloomer, Martin (2005). 《The Contest of Language: Before and Beyond Nationalism》. Notre Dame, Indiana: University of Notre Dame Press. ISBN 0-268-02190-2.
- Fantuzzi, Marco; Hunter, Richard L. (2004). 《Tradition and Innovation in Hellenistic Poetry》. Cambridge, United Kingdom: Cambridge University Press. ISBN 0-521-83511-9.
- Fortson, Benjamin W. (2010). 《Indo-European Language and Culture: An Introduction》 Seco판. West Sussex, United Kingdom: John Wiley and Sons Limited. ISBN 978-1-4051-8896-8.
- Masson, Olivier; Dubois, Laurent (2000). 《Onomastica Graeca Selecta》. Geneva, Switzerland: Librairie Droz. ISBN 2-600-00435-1.
- Voutiras, Emmanuel (1998). 《Dionysophōntos Gamoi: Marital Life and Magic in Fourth Century Pella》. Amsterdam, the Netherlands: J.C. Gieben. ISBN 90-5063-407-9.
- Despoina Papakonstantinou - Diamantourou, Πέλλα Ι, Ιστορική επισκόπησις και μαρτυρίαι, Βιβλιοθήκη τῆς ἐν Ἀθήναις Ἀρχαιολογικῆς Ἑταιρείας 70 (1971)[깨진 링크] - (Pella Ι, istoriki episkopisis kai martyriai - in Greek)
- Ph. Petsas, Pella. Alexander the Great's Capital, Thessaloniki, 1977.
- (프랑스어) F. Papazoglou, Les villes de Macédoine romaine, BCH Suppl. 16, 1988, pp 135–139.
- (프랑스어) R. Ginouvès, et al., La Macédoine, CNRS Éditions, Paris, 1993, pp 90–98.
- Ch. J. Makaronas, Pella: Capital of Ancient Macedonia, pp 59–65, in Scientific American, Special Issue, "Ancient Cities", c 1994.